# Московитська корона

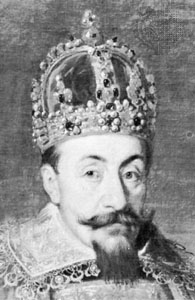
Король Сигізмунд III Ваза в Московитській короні, 1626

Московитська корона або Корона Московії — корона, замовлена королем Сигізмундом III після обрання московськими боярами на Московського царя його сина Владислава. Корону передбачалося покласти на Владислава під час його коронації в Москві в якості царя Московського. Корона була увінчана хрестом і усипана перлами, сапфірами, смарагдами та рубінами. Всього на її виготовлення пішло 255 дорогоцінних каменів.
Входить до складу коронних клейнодів Речі Посполитої. 

## Історія

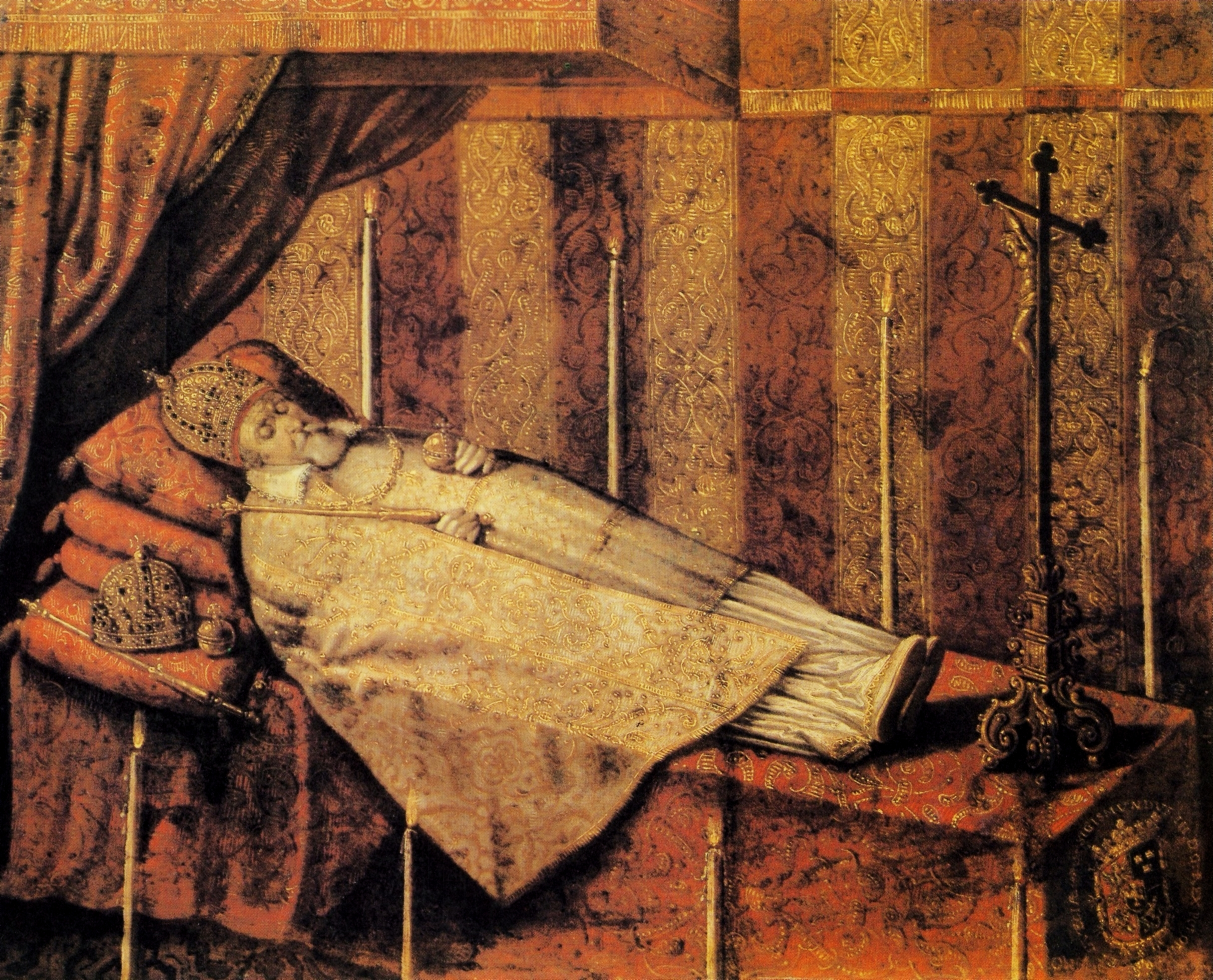
Король Сигізмунд ІІІ: на чолі — московитська корона, поруч на подушці — шведська корона

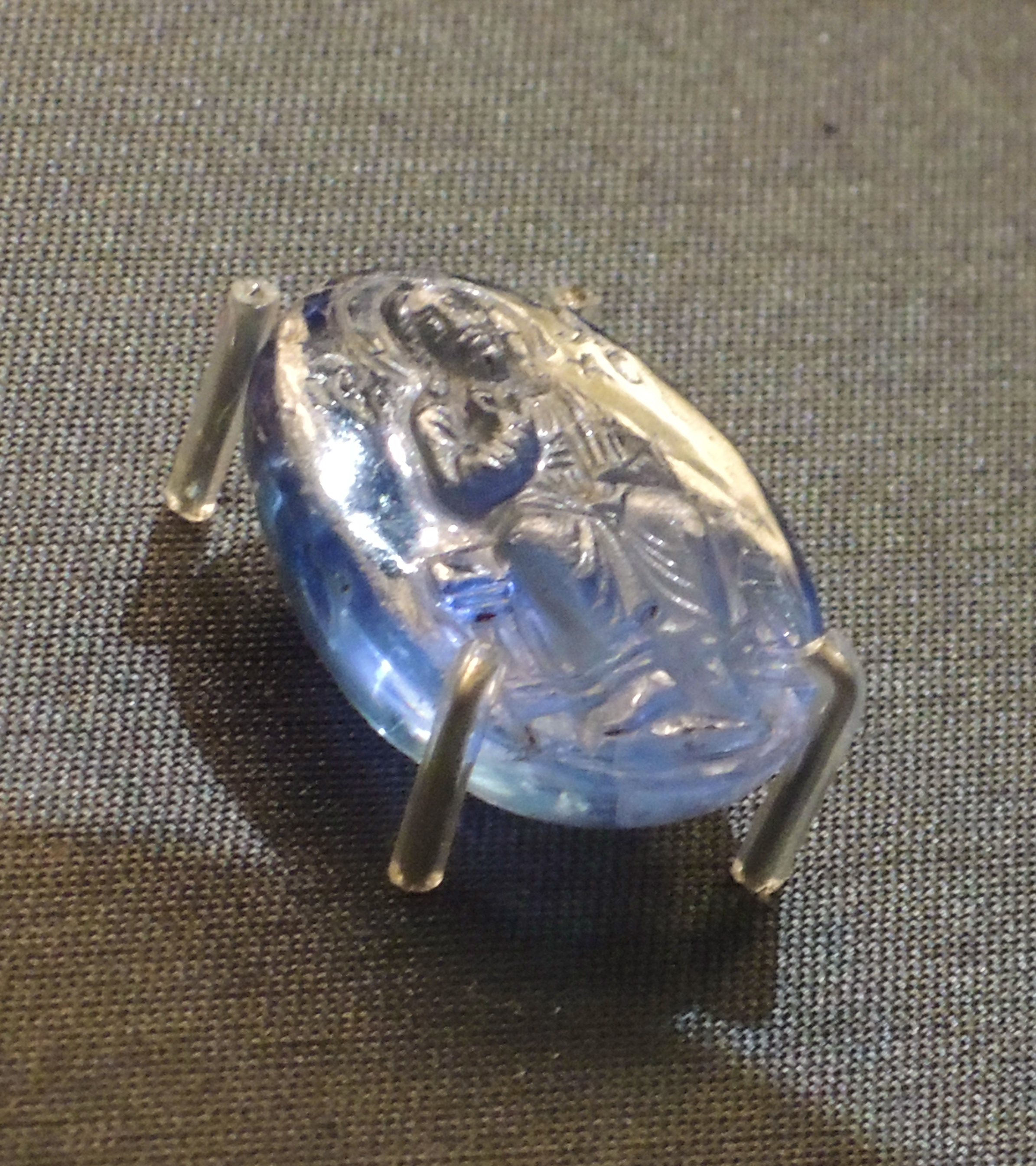
Сапфір з московитської корони

1610 року король Речі Посполитої, Великий князь Литовський, Руський, Київський, Волинський, Подільський, Чернігівський, тощо Сигізмунд III переконав московських бояр обрати царем Московським його п'ятнадцятирічного сина Владислава. Частина польського війська та загони українських козаків тримали в той час в облозі Смоленськ, друга частина стояла під Москвою. Молодому царю присягнули в Москві, Новгороді, Устюзі, Ярославлі, Вологді та інших містах. 
Почалось карбування монет з зображенням нового царя. У Польщі спеціально для коронації Владислава ювеліри виготовили корону московитську. І хоча самої церемонії коронації, в результаті заколоту в Москві, не сталося, і Владислав до Московії не доїхав; довгі роки на офіційних прийомах він носив московитську корону, титулуючи себе Великим князем Московським. 
Хоча Владислав не був коронований, він 1610 року був офіційно обраний та визнаний царем Московії й до 1634 року використовував титул Великого князя Московського.
Корона Московії була виготовлена як типова "закрита корона" ("corona clausa"), з основою з ободів, увінчаних земною кулею та хрестом на їх перетині. Золота корона була прикрашена 255 коштовними каменями: великими сапфірами, смарагдами, рубінами та перлами. 
Саме в цій короні згодом ховали батька Владислава, короля Сигізмунда III.  
Король Владислав IV Ваза заповідав корону - Речі Посполитій, однак після його смерті у 1648 р. її привласнив король Ян II Казимир, який також заповів її Державній скарбниці в 1668 р. 
Була викрадена у 1700 році, після захоплення влади в Речі Посполитій королем Августом II, а пізніше привласнена Фрідріхом I Прусським, внаслідок німецьких претензій на компенсацію витрат, що відбулися під час "потопу".
Московитська корона була розібраний на коштовності, велика частина яких перейшла до Гогенцоллернів. 
Один із великих самоцвітів з корони став власністю Яна Казимира Красінського, великого скарбника корони. До 19 століття він перебував у володінні родини Красінських. Пізніше цей сапфір був переданий Вінцентієм Красінським цареві Миколі I і зберігається в Кремлівській колекції в Москві. 
При ньому знаходився шматок пергаменту з написом "EX CORONA MOSCOVIAE". Це є камінь з рельєфним зображенням Христа Вседержителя та голгофського хреста зі знаряддями Страстей.
Опис корони:
- Московитська корона складалася з обруча з квітами, закритого двома схрещеними бантами з глобусом і хрестом вгорі, повністю покрита коштовним камінням. Пізніше було також виготовлено її копію, яка була не схожа на оригінал. Це була барокова корона з обручем, із якої виступали шість квітів, прикрашених сапфірами та перлами, вкриті зеленою емаллю, закриті шести луками, прикрашені перлами, увінчані великим кулястим сапфіром та діамантовим хрестом.